# Lasiopogon hirtellus
Lasiopogon hirtellus là một loài ruồi trong họ Asilidae. Lasiopogon hirtellus được Meigen miêu tả năm 1820.